# Rijk Hol
Richard (o Rijk) Hol (Amsterdam, 23 de juliol de 1825 - Utrecht, 14 de maig de 1904), va ser un compositor i director d'orquestra neerlandès.
Començà estudiar música amb només cinc anys, i després d'haver viatjat força temps, es va establir a la seva vila natal. El 1856 fou nomenat director de l'Amstels Mannenkoor i d'una societat coral. El 1863 va succeir a Johann Kufferath com a director de l'orquestra municipal i de l'Escola de Música i organista de la catedral d'Utrecht. Després va dirigir els concerts clàssica de la Haia i d'Amsterdam. Entre els seus alumnes s'hi compta Jan George Bertelman.
Com a compositor fou molt fecund. Ha deixat quatre simfonies, nombroses balades per a solos, cor mixt i orquestra, un oratori, dues òperes, misses, lieder, música de cambra, peces per a piano. etc. De 1886 a 1900 dirigí la revista Hel Orgel.
Era pare de Johannes Cornelius Hol (1874-1953) que també fou músic.

## Reconeixement
El 1906 la ciutat de l'Haia li va dedicar un bust de bronze de l'artistat Bart van Hove. El 1960 li van dedicar un carrer la urbanització dels compositars al barri de Nieuw-Waldeck.